# Trachurus indicus
Trachurus indicus is een straalvinnige vissensoort uit de familie van horsmakrelen (Carangidae). De wetenschappelijke naam van de soort is voor het eerst geldig gepubliceerd in 1966 door Nekrasov.